# Placówka Straży Celnej „Kończyce”

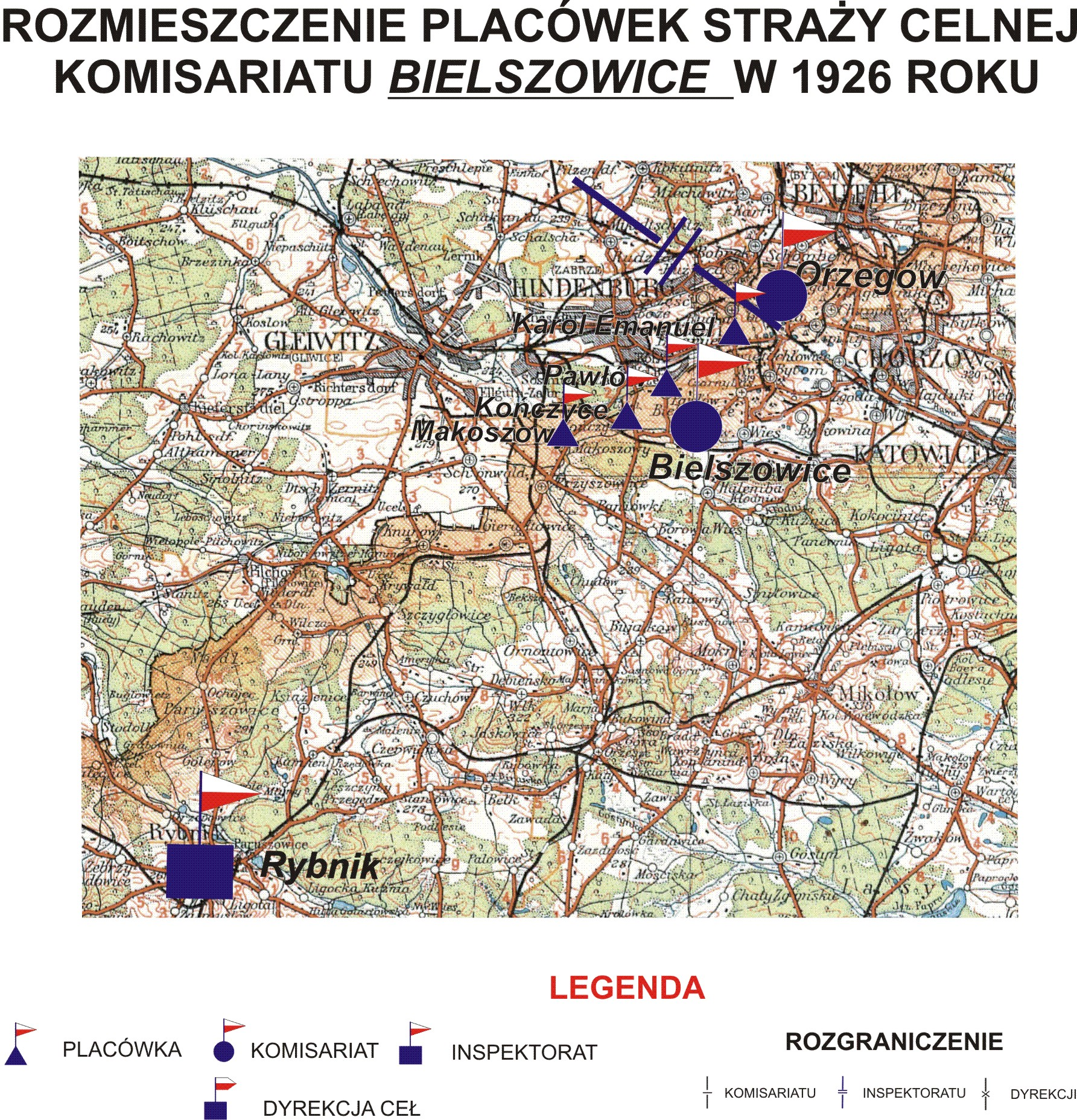
Rozmieszczenie placówek SC Komisariatu Bielszowice w 1926

Placówka Straży Celnej „Kończyce” – jednostka organizacyjna Straży Celnej pełniąca w okresie międzywojennym służbę ochronną na granicy polsko-niemieckiej.

## Formowanie i zmiany organizacyjne
Na wniosek Ministerstwa Skarbu, uchwałą z 10 marca 1920 roku, powołano do życia Straż Celną. Od połowy 1921 roku jednostki Straży Celnej rozpoczęły przejmowanie odcinków granicy od pododdziałów Batalionów Celnych. Proces tworzenia Straży Celnej trwał do końca 1922 roku. Placówka Straży Celnej „Kończyce” weszła w podporządkowanie komisariatu Straży Celnej „Bielszowice” z Inspektoratu SC „Rybnik”.
W drugiej połowie 1927 roku przystąpiono do gruntownej reorganizacji Straży Celnej. W praktyce skutkowało to rozwiązaniem tej formacji granicznej. Ochronę północnej, zachodniej i południowej granicy państwa przejęła powołana z dniem 2 kwietnia 1928 roku Straż Graniczna.
Rozkazem nr 4 z 30 kwietnia 1928 roku w sprawie organizacji Śląskiego Inspektoratu Okręgowego dowódca Straży Granicznej gen. bryg. Stefan Pasławski powołał komisariat Straży Granicznej „Paniówki”. Placówka Straży Granicznej I linii „Kończyce” znalazła się w jego strukturze.

## Funkcjonariusze placówki
Kierownicy placówki
| stopień    | imię i nazwisko, numer     | okres pełnienia służby | kolejne stanowisko |
| ---------- | -------------------------- | ---------------------- | ------------------ |
| przodownik | Franciszek Bagniewski (18) | był w 1926             |                    |

Obsada personalna placówki w 1926:
- przodownik Franciszek Bagniewski (18)
- starszy strażnik Piotr Wacławik (1039)
- starszy strażnik Paweł Michalski (645)
- starszy strażnik Hugon Kała (457)
- starszy strażnik Bolesław Jarząb (361)
- starszy strażnik Leon Sikora (881)
- strażnik Aleksander Kłobus (349)
- strażnik Paweł Wilk (1207)
- strażnik Karol Garus (253)
- strażnik Franciszek Jęczmyk (371)
- strażnik Antoni Balcerzak (27)
- strażnik Paweł Francus (210)
- strażnik Ludwik Krzykus (428)
- strażnik Tadeusz Czajkowski (154)
- strażnik Józef Jeziorny (396)
- strażnik Ignacy Łagoda (558)
- strażnik Stanisław Lęgus (593)